# Mincho Martíncorena
Carlos Basilio Myccio Martincorena, conocido como "Mincho", fue un delincuente uruguayo, abatido por la policía. La canción Brindis por Pierrot de Jaime Roos donde es mencionado, ha contribuido a aumentar su popularidad, décadas después de su muerte.

## Antecedentes, andanzas, y delitos
En 1957 conoció a Ovidio Adalberto "el Negro" Viñas mientras estaba de paseo en Buenos Aires. Entablarían una profunda amistad y emprendieron juntos una serie de asaltos, operando desde una casa quinta en las afueras de la ciudad. En 1960 se incorporó a la banda Evelio "el Muerto" Viñas, hermano mayor de Ovidio Viñas, a quien apodaron así por su absoluto silencio.
Una refriega con la policía donde muere un oficial convierte la situación en insostenible y deciden cruzar el río hacia Montevideo. Planeaban conseguir documentos falsos para volar a Europa, donde pretendían radicarse. Considerando que en Montevideo sus acciones resultarían más fáciles, organizaron una serie de robos espectaculares. Uno de ellos fue en la casa central de los almacenes Manzanares, y a las once de la mañana del 12 de julio de 1961, asaltaron al Cambio Paganini, en la esquina de la Rambla Portuaria y Colón. Al lugar llegaron en un taxi, que permaneció allí con el motor encendido durante el robo. Participaron del mismo cuatro criminales, tres de los cuales -"Mincho" Martíncorena, el "Negro" Viñas, y "el Porteño" Nicanor Nogueira- entraron al cambio con armas calibre 45 y redujeron a los empleados del mismo. Mientras tanto, Evelio Viñas quedó afuera vigilando.
Lograron hacerse con más de 80.000 pesos, pero en el momento en que salían del negocio se encontraron con tres policías que pasaban por allí: el oficial Pedro Píriz Pereyra, y los agentes Ruben Dos Reis y José María Blanco. El tiroteo que se originó provocó la muerte de Píriz Pereyra.
Los diarios vespertinos de ese día y los matutinos del día siguiente presentaron largos informes del hecho. El 2 de agosto, el comisario Víctor Castiglioni (que en la década siguiente adquirió mayor notoriedad en la lucha contra los tupamaros) ordenó salir a buscar a los delincuentes, y los encontraron en un rancho ubicado en las calles Isla de Gaspar y Minnesota, perteneciente a Roberto Braida, otro ladrón que falsificaba bebidas.
Cayeron todos menos el "Mincho", que logró escapar, pero tras varios días de evadir el cerco que la policía le había impuesto, finalmente fue abatido de 34 balazos en la cancha del Club Salus en el barrio Nuevo París, el sábado 5 de agosto de 1961.
El "Mincho" Martincorena es citado en la canción Brindis por Pierrot de Jaime Roos.